# Euonthophagus crocatus
Euonthophagus crocatus är en skalbaggsart som beskrevs av Étienne Mulsant och Jean Baptiste Godart 1870. Euonthophagus crocatus ingår i släktet Euonthophagus och familjen bladhorningar. Utöver nominatformen finns också underarten E. c. clementi.